# 谢尔盖·梁赞斯基
谢尔盖·尼古拉耶维奇·梁赞斯基（羅馬化：Sergey Nikolayevich Ryazansky；1974年11月13日—）是俄罗斯已退役宇航员。

## 早年
1974年出生，毕业于莫斯科国立大学生物系生物化学专业，2005年获得宇航员资格证书，后担任俄罗斯科学院生物医学问题研究所工作人员，曾任“飞往火星之旅”试验队长。

## 宇航员生涯
2003年5月29日，他成为宇航员候选人之一，之后开始接受基础训练。2005年7月5日获得实验宇航员资格。

### 远征37/38
莫斯科时间26日0时59分（北京时间4时59分），联盟-FG运载火箭在拜科努尔航天发射场升空，9分钟后联盟TMA-10M载人飞船脱离火箭进入预定轨道，后与国际空间站实现对接。他和奥列格·科托夫、迈克尔·霍普金斯是本次的任务队员。
2013年11月9日，他和科托夫将未点燃的索契冬奥会火炬带出舱外，进行了太空传递，并拍摄了视频，这是奥运史上首次太空火炬传递活动。
莫斯科时间2013年12月27日晚，他和科托夫打开舱门，开始进行舱外活动。他们的主要任务是将一家加拿大公司的高清摄像头安装在星辰号服务舱外表面，在安装完成后，地面控制中心未收到相关数据，他们不得不返回，又将其拆卸下来带回空间站。他们的任务时间最终达到了8小时7分钟，创下了俄宇航员身穿俄制海鹰-MK宇航服舱外工作时长的新记录。这一纪录在2018年被亚历山大·米苏尔金以8小时13分钟的时长打破。
2014年1月27日，他和科托夫再次进行了出舱工作，主要解决上次安装失败的问题，在星辰号服务舱外表面安装了一个高等分辨率摄像头和一个中等分辨率摄像头，整个过程持续了约6个小时。
格林威治时间2014年3月11日0时1分（北京时间11日8时1分），联盟TMA-10M号飞船与空间站脱离，1分半钟后脱离空间站进入返回轨道。他和同事成功返回地球。

### 远征52/53
2017年7月28日，载有梁赞斯基等宇航员的联盟MS-05飞船从哈萨克斯坦拜科努尔航天发射场升空 ，6小时13分钟后与国际空间站对接。
北京时间2017年8月17日22时，他和尤尔奇欣穿着海鹰-MKS宇航服进行了太空出舱行走，手动释放了5颗纳米卫星，其中包括一颗用于预测国际空间站运行情况的“TS530-镜子”卫星，一颗3D打印卫星“Tomsk-TPU-120”，以及两颗用来庆祝首颗人造卫星发射60周年的“塔纽莎”卫星。整次太空行走共持续了7小时34分钟。这是俄宇航员2017年的唯一一次太空行走。
他和尤尔奇欣拍摄了历史上首部外太空全景视频，该视频已经于2017年10月4日在莫斯科航天博物馆及网站公开发布。
统计
| # | 飞船代号    | 发射时间（UTC）       | 任务代号               | 着陆时间（UTC）       | 时间总计      | 舱外活动次数 | 舱外活动时间 |
| - | ----------- | --------------------- | ---------------------- | --------------------- | ------------- | ------------ | ------------ |
| 1 | 联盟TMA-10M | 2013年9月26日20时59分 | 联盟TMA-10M，远征37/38 | 2014年3月11日3时24分  | 166日6时25分  | 3            | 20时5分      |
| 2 | 联盟MS-05   | 2017年7月28日15时41分 | 联盟MS-05，远征52/53   | 2017年12月14日8时38分 | 138日16时57分 | 1            | 7时34分      |
|   |             |                       |                        |                       | 304日23时22分 | 4            | 27时39分     |

## 荣誉
- 俄罗斯联邦宇航员和俄罗斯联邦英雄（2015年）